# غوث‌آباد، پنجاب
غوث‌آباد (به انگلیسی: Ghaus Abad) یک شهرک در پاکستان است که در ناحیه دیره غازی خان واقع شده‌است.